# 青柳高一
青柳 高一（あおやぎ たかいち、1913年（大正2年）2月20日 - 1976年（昭和51年）7月24日）は、日本の政治家、衆議院議員。

## 来歴
埼玉県児玉郡若泉村大字下阿久原（阿久原村、神泉村を経て現神川町大字下阿久原）出身。東京市立京橋商業学校（現・東京都立芝商業高等学校）卒。1934年（昭和9年）、青柳製作所を創立、社長となり、このほか関東産業、群馬工業、帝国車輛工業、日本化成工業、大建工業各(株)取締役社長となる。
戦後の1947年（昭和22年）、第23回衆議院議員総選挙に埼玉県第3区から立候補し当選した。日本進歩党、民主党、民主自由党、自由党に所属した。埼玉3区では荒舩清十郎らと競った。衆議院鉱工業委員会委員、衆議院鉱工業委員会理事、衆議院災害地対策特別委員会委員、衆議院労働委員会理事、衆議院商工委員会委員、衆議院水害地対策特別委員会理事などを務めた。1948年（昭和23年）11月12日の衆議院災害地対策特別委員会では、委員として出席。椎熊三郎を委員長に推挙する動議を提出した。